# 定石
（囲碁で）定石、（将棋で）定跡（じょうせき）とは、昔から研究されてきて最善とされる、きまった手の打ち方（一連の手）。
囲碁や将棋だけに限らず、アブストラクトゲーム全般に広く存在する概念・用語であり、石を用いる囲碁、オセロ、連珠などでは「定石」と「石」という漢字を用い、駒を用いる将棋、チェスなどでは「定跡」と「跡」という漢字が用いられる。チェスでは「オープニング」と表す。また、中国語では、「定式」という。
一般用語としても「セオリー」という意味で転用されており、この場合「定石」と表記する。

## 囲碁の定石
囲碁における定石とは、主に碁盤の隅におけるワンセットの応酬のことを指し、布石の重要な一部を成す。「定石」という場合、双方最善を尽くし、互角となることが基本である（これを囲碁用語で「互角のワカレ」という）。あくまでも「部分的」に互角であり、他の部分の配石次第では、定石どおりに打っても悪い結果になることがある。
初級者でも使いこなせる数手程度の簡明な定石も多いが、長手順で変化の多い難解な定石も存在する。前者としてはツケノビ定石・ツケヒキ定石など、後者としては、村正の妖刀・大斜定石・ナダレ定石などが有名である。

### 定石を学ぶ意義
定石を学ぶのは、詰碁や棋譜並べや実戦と並んで囲碁上達の基本とされている。ただし単なる丸暗記ではなく、その一手一手の意味を考えながら定石を学ぶことが重要である。定石の一手一手は、それ自体が手筋の応酬であり、これを学ぶことでさまざまな場面に応用が利く手法や形を身につけることができる。
一手一手の意味を理解せず、ただ丸暗記するだけでは、途中で定石を外されて悪い結果を招くこともある。「定石を覚えて二子弱くなり」とは、こうしたことを揶揄した川柳である。

### 定石の例
|  |  |  |  |  |  |  |  |  |
|  |  |  |  |  |  |  |  |  |
|  |  |  |  |  |  |  |  |  |
|  |  |  |  |  |  |  |  |  |
|  |  |  |  |  |  |  |  |  |
|  |  |  |  |  |  |  |  |  |
|  |  |  |  |  |  |  |  |  |
|  |  |  |  |  |  |  |  |  |
|  |  |  |  |  |  |  |  |  |

星の代表的な定石の例。白1のカカリに対し黒2と小ゲイマに受け、白3のスベリ、黒4の三々受け、白5のヒラキまでが定石とされる。黒白双方ともひとまず安定で急な攻めを受けないため、ここまで一段落で他に向かうことになる。
ただし前述のように、周囲の状況が異なれば、部分的に定石であっても必ずしも互角とはならない。黒は下辺を重視したければ黒4の手でaへのハサミやbへのツケなどの手も考えられる。白もこれを嫌えば、白3で単に白5の位置や、下辺星へヒラく手などもある。

### 定石の変化
定石は不変のものではなく、プロ・アマチュアの棋士達によって研究が続けられており、改変、創造、棄却、見直しが常に行われている。新しい手が編み出されたことで評価が一変し、廃れてしまった定石も多い。
定石にも流行があり、時代によって大きく変化する。人工知能登場以降は、その着手を人間の棋士が取り入れ、広く使われるようになっている。例えば上図に挙げた定石は、20世紀にはプロの対局にも頻出する基本定石であったが、21世紀からは新たな手法の開発で打たれることが減った。人工知能の出現後は、下図のように白3から5とツケバネする手が有力視されるようになり、aへのスベリは激減している。
|  |  |  |  |  |  |  |  |  |
|  |  |  |  |  |  |  |  |  |
|  |  |  |  |  |  |  |  |  |
|  |  |  |  |  |  |  |  |  |
|  |  |  |  |  |  |  |  |  |
|  |  |  |  |  |  |  |  |  |
|  |  |  |  |  |  |  |  |  |
|  |  |  |  |  |  |  |  |  |
|  |  |  |  |  |  |  |  |  |

### 参考図書
- 『定石大事典 上・下 』日本棋院
- 鈴木為次郎『囲碁大辞典』（全6冊）誠文堂新光社
- 呉清源『現代定石活用辞典』（全三巻）誠文堂新光社
- 石田芳夫『基本定石事典　上・下』日本棋院
- 高尾紳路『新版　基本定石事典　上・下』日本棋院
- 山部俊郎監修『現代定石事典』平凡社
- 小林光一『囲碁定石事典―筋と形に強くなる』学習研究社
- 『新・早わかり互先定石小事典』『新・早わかり星定石小事典』日本棋院
- 大竹英雄『定石の選択―碁盤を大きく使う (有段者シリーズ) 』土屋書店

## オセロの定石
対局において、互角となると考えられている打ち方の手順。動物の名前が付けられているものが多いが、動物以外の形に見立てて名前を付けられたもの、考案者・愛用者の名が冠されているものもある。互角でなくても、定石と呼ばれるものも多い。

## 将棋の定跡
序盤が定跡化されており、指し手の選択によって、先手有利、後手有利などの変化が生じる。戦法によっては終盤まで定跡化されていることもある。これらは日々専門家の実戦によって変化している。
江戸時代からの傾向で、定跡の書籍/棋書も例えば『将棋独稽古』（1758年、宝暦8年）では、駒落ち用の戦術や平手では対振り飛車（向かい飛車や四間飛車）など、戦法の定跡が図入りで紹介されており、これらの戦法手段は現代までも受け継がれている。

## チェスの定跡
チェスの序盤における定跡は特にオープニングと呼ばれ、シシリアン・ディフェンスなど固有名による分類の他、ECOコードと呼ばれる分類記号も広く使われている。
チェスの場合は終盤に向けて駒が少なくなっていくため、終盤についても常形の局面が研究されており、これも定跡ということができる。特に残り駒数が両キングを含めて7以下の局面については、コンピュータ解析によってすべて最善の手順が求められ、データベース化されている。

## チェッカーの定跡
チェッカーにおいては定跡から連なる組合せは全て調べ尽くされ、先後互いに最善手を指すと引き分けに終わるとの結論がでている。

## コンピュータチェス、コンピュータ将棋などが持つ定跡データ
コンピュータチェス、コンピュータ将棋などのアプリケーションソフトウェアは、定跡をデータベースとしてもっていて、序盤では定跡どおりに指していく。その目的は2つある。
- 序盤での消費時間を少なくする。
- 序盤でのミスを回避する。

データベースに記憶されている定跡（の長さ）には限りがある。中盤に入って定跡の末端まで到達してしまうと、それ以降はプログラムの計算による指し手になり、コンピュータのプログラム本来の強弱が発揮される。
上記の状況は、コンピュータ囲碁、コンピュータオセロなどでも同様である。
ただしチェスにおいては前述のとおり終盤についても定跡があり、特に駒数の少ない局面についてはほぼ網羅的に研究しつくしたデータベース（「テーブルベース」と呼ばれる）が構築されている。コンピュータチェスでもこの終盤データベースを利用することでわずかな消費時間で完璧なプレイを行なえるものが多い。